# Osmunda spicata
Osmunda spicata là một loài dương xỉ trong họ Osmundaceae. Loài này được L. mô tả khoa học đầu tiên năm 1825.
Danh pháp khoa học của loài này chưa được làm sáng tỏ. 